# Kristian Prestrud

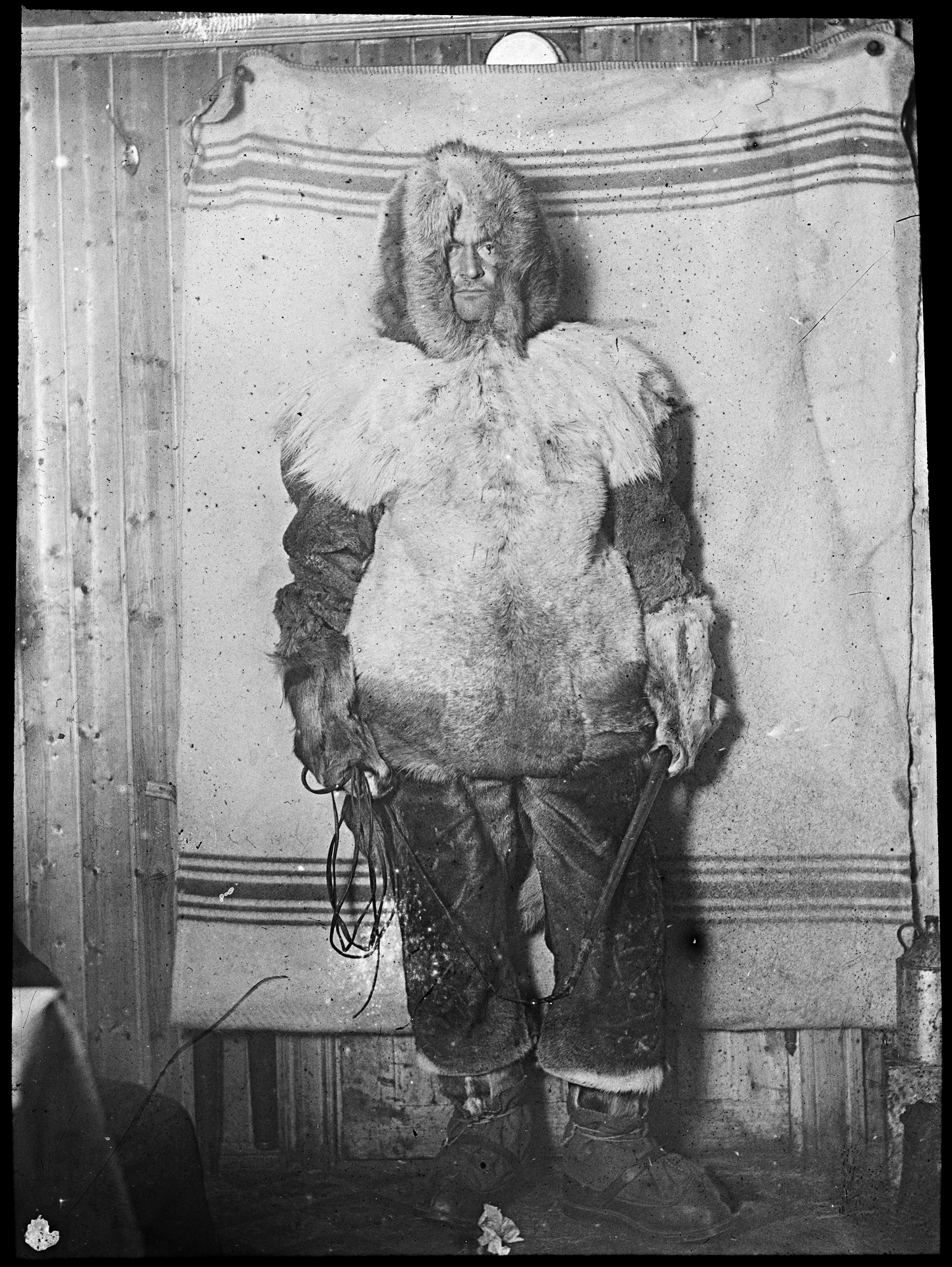
Kristian Prestrud (1911)

Kristian Prestrud (* 22. Oktober 1881 in Hveberg, Grue, Hedmark; † 11. November 1927 in Kristiansand) war ein norwegischer Marineoffizier und Polarforscher, der an Roald Amundsens Fram-Expedition von 1910 bis 1912 teilnahm.

## Leben
Prestrud war einer der Offiziere der Expedition Amundsens und wurde deshalb als eines der ersten Mitglieder in dessen Planänderung eingeweiht – nachdem Frederick Cook und Robert Edwin Peary 1909 behauptet hatten, den Nordpol erreicht zu haben, gab Amundsen seinen ursprünglichen Plan auf, das Nordpolarbecken zu erforschen und nebenbei zum Pol zu reisen, und machte sich stattdessen auf den Weg zum Südpol.
Während des Winters in Framheim in der Antarktis war es Prestruds Aufgabe, gemeinsam mit Fredrik Hjalmar Johansen wissenschaftliche Beobachtungen zu machen. Prestrud war auch Teil der ursprünglichen Gruppe von acht Männern, die am 8. September 1911 einen erfolglosen Start in Richtung Südpol machte. Obwohl sie wegen der extremen Temperaturen umkehren mussten, beschlossen die Männer, bis zum Depot auf 80° Süd vorzustoßen, um ihre Güter abzuladen, und schnellstmöglich nach Framheim zurückzufahren. Auf dem ungeordneten Rückzug zerfiel die Gruppe in mehrere kleine Untergrüppchen, wobei die letzten zwei Männer über sechs Stunden nach den anderen ankamen. Diese beiden, Johansen und Prestrud, kehrten völlig erschöpft zurück in das Lager, das sie in Dunkelheit und Nebel nur finden konnten, indem sie dem Bellen der Hunde folgten. Prestrud wäre vermutlich erfroren, wenn Johansen nicht auf ihn gewartet und ihm geholfen hätte, den Rückweg zu schaffen.
Am nächsten Morgen wurde Amundsen schwer von Johansen kritisiert, der seit seiner Expedition mit Fridtjof Nansen Arktiserfahrung hatte. Eine solche Meuterei konnte Amundsen nicht zulassen; als Strafe reorganisierte er die Polargruppe, indem er die Anzahl der Teilnehmer um drei senkte. Johansen, Prestrud und Jørgen Stubberud wurden also mit der Erforschung der Edward-VII-Halbinsel beauftragt. Um Johansen noch weiter zu demütigen, erhielt der unerfahrenere (aber ranghöhere) Prestrud das Kommando.
Nach seiner Rückkehr aus der Antarktis diente Prestrud in der norwegischen Marine, ab 1915 im Rang eines Kapitäns zur See als Kommandant verschiedener Schiffe. Von 1923 bis 1927 war er Marineattaché an den norwegischen Botschaften in London und Paris. 1927 wurde er zum Hafenmeister von Kristiansand ernannt. Im selben Jahr beging er Suizid und hinterließ eine Frau, eine Tochter und einen Sohn.
Prestrud ist Namensgeber in Antarktika für den Mount Prestrud, das Prestrud Inlet und die Prestrud Bank.